# The Burbank Studios
I Burbank Studios (precedentemente noti come NBC Studios) sono una struttura di produzione televisiva situata a Burbank, in California. Lo studio ospita le produzioni di Il tempo della nostra vita, Extra, l'iHeartRadio Theatre e in passato ospitava la Blizzard Arena (sede della Overwatch League).

## Storia

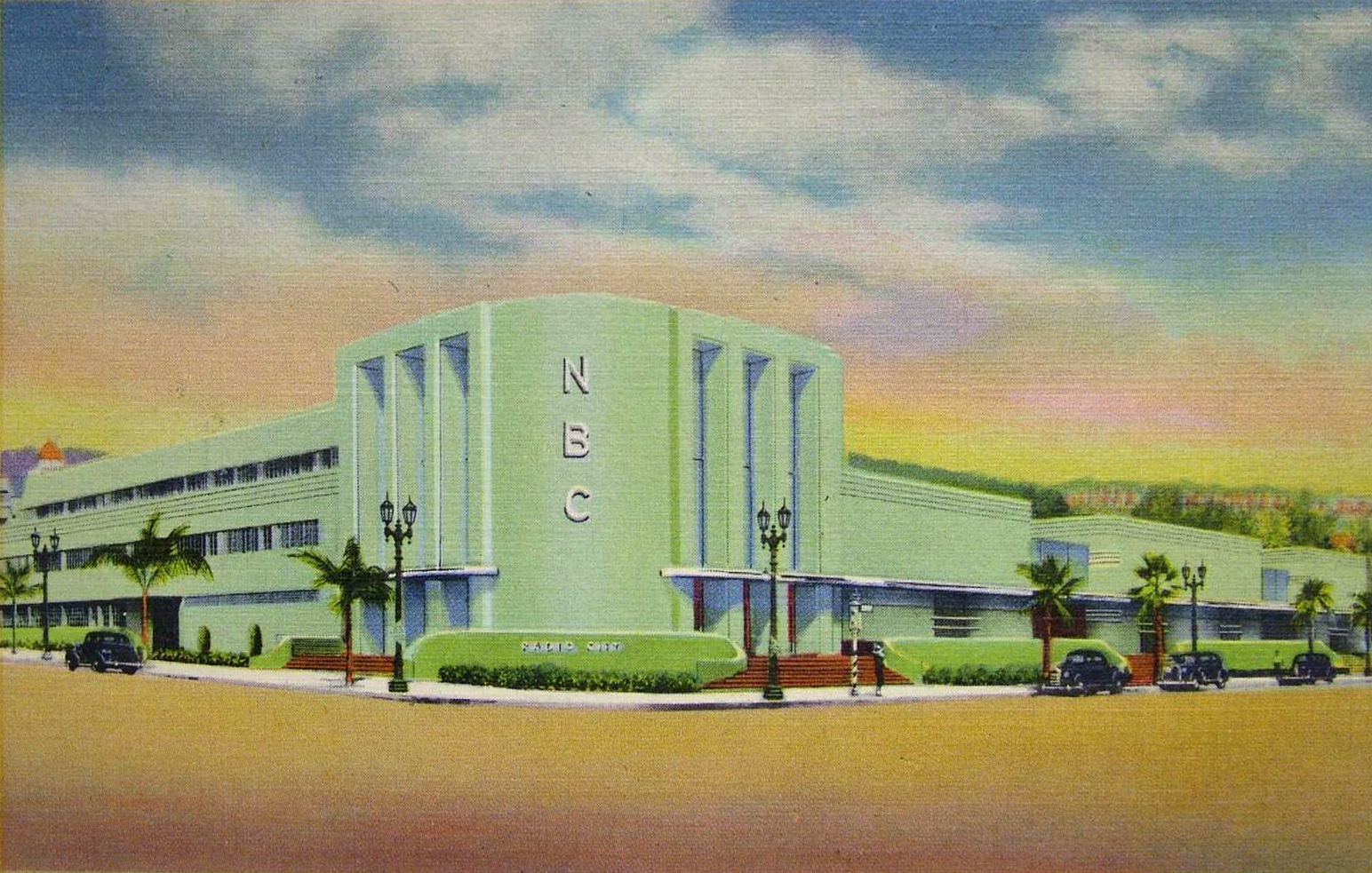
Radio City West si trovava a Sunset Boulevard e Vine Street a Los Angeles fino a quando non fu sostituita da una banca a metà degli anni '60.

La West Coast Radio City fu aperta nel 1938 e servì da quartier generale per le operazioni della West Coast della NBC Radio Networks. Servì come sostituto del centro di trasmissione radiofonica della NBC a San Francisco, che era in servizio sin dalla formazione della rete nel 1927. Poiché la NBC non aveva mai posseduto una stazione radio a Los Angeles, la programmazione della West Coast della rete ha avuto origine dalla sua stazione di San Francisco (KPO, che in seguito divenne KNBC, e ora è KNBR).
L'architetto del caratteristico edificio in stile Streamline Moderne a Sunset and Vine fu John C. Austin.
Nel gennaio 1949, la NBC lanciò la sua nuova stazione televisiva per Los Angeles, KNBH (Canale 4; ora KNBC) da Radio City; gli studi radiofonici sono stati successivamente attrezzati per la trasmissione televisiva in diretta nella fase di transizione dalla trasmissione radiofonica. Tuttavia, poiché la produzione televisiva era in aumento per la NBC, la rete e la sua società madre, la Radio Corporation of America, decisero di costruire uno studio televisivo, soprannominato NBC Color City, che sarebbe stato attrezzato esclusivamente per le trasmissioni televisive a colori. Per molte delle stesse ragioni per cui la CBS alla fine costruì Television City all'inizio degli anni '50 per sostituire la sua Columbia Square, le strutture televisive di Radio City divennero gradualmente troppo piccole perché la NBC vi potesse produrre le sue trasmissioni televisive.
La decisione della RCA di espandere le strutture degli studi televisivi ha richiesto il trasferimento nella zona di San Fernando Valley-Burbank, su un terreno acquistato da Jack Warner nel 1951. I nuovi NBC Color City Studios aprirono nel marzo 1955, come il primo studio televisivo progettato appositamente per la creazione di trasmissioni televisive a colori, successivamente anche i loro rivali, ABC e CBS, avrebbero gradualmente aggiunto la trasmissione a colori ai loro studi negli anni successivi.
La KNBC si trasferì in un nuovo edificio nel 1962. Nel 1964, l'edificio della West Coast Radio City fu demolito, poiché la NBC trasferì la maggior parte delle operazioni televisive della West Coast alla nuova struttura di Burbank. Il sito è adesso occupato da una banca.
Questo studio ha ospitato la produzione di molti dei giochi e spettacoli di varietà più ricordati dagli anni '50 agli anni '90, tra cui Rowan e Martin's Laugh-in a partire dal 1968 e The Tonight Show nel 1972. Entrambi gli spettacoli fanno spesso riferimento alla loro casa in "Beautiful Downtown Burbank". Durante la fine degli anni '60, il Tonight Show di Carson si trasferì per periodi a Burbank, utilizzando lo studio 1. Dopo il trasferimento permanente a Burbank nel 1972, lo spettacolo di Bob Hope è stato costantemente registrato nello studio 1, mentre il The Tonight Show è rimasto in pausa durante la produzione degli show di Hope.

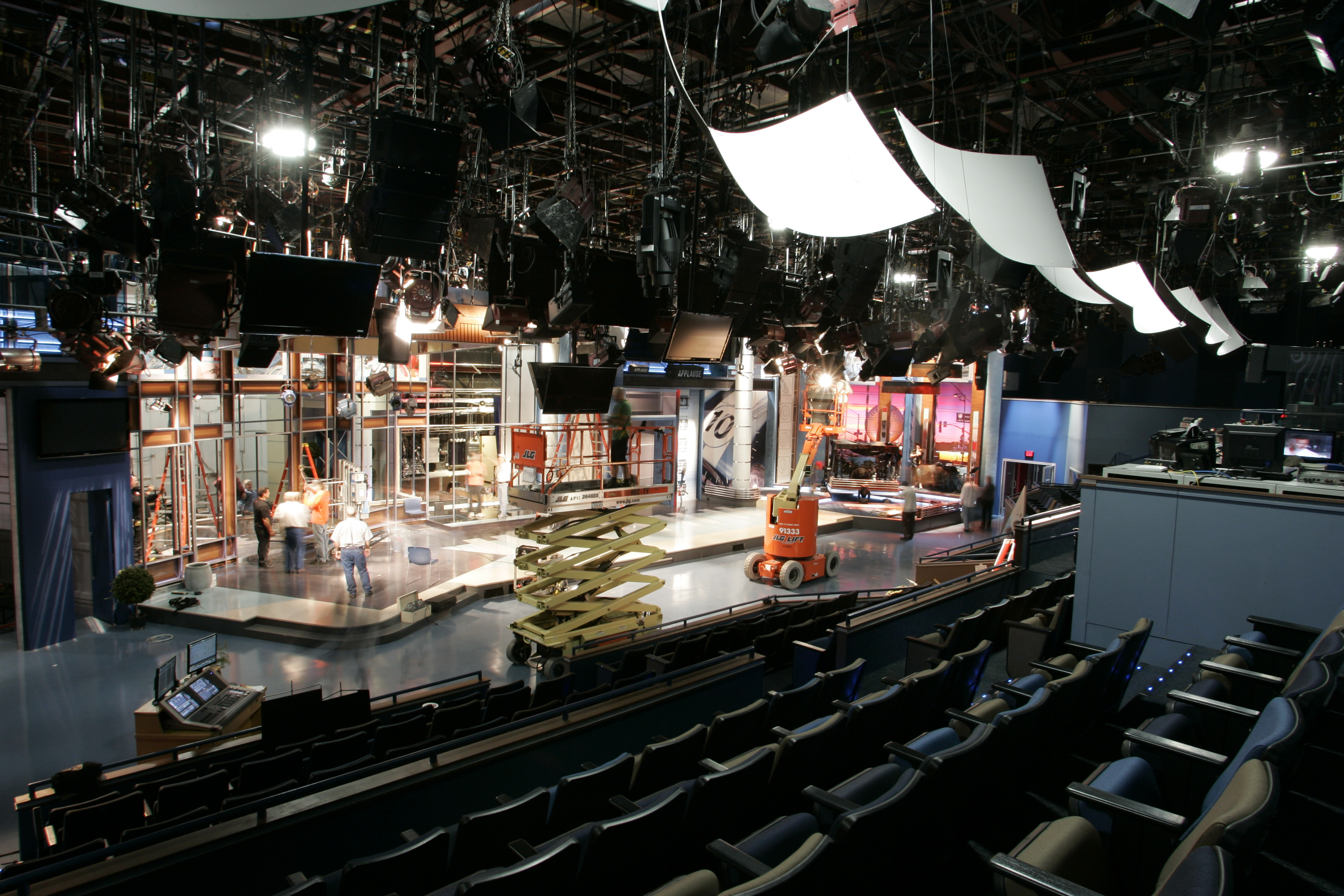
Studio 11, la "casa" del The Tonight Show with Jay Leno e The Jay Leno Show

Il Tonight Show sarebbe rimasto ai Burbank Studio fino al ritiro di Johnny Carson, e durante tutta "l'era" di Jay Leno e fino al suo primo ritiro del 2009, anno in cui si è trasferito in uno studio completamente digitale negli studi Universal per il breve periodo del The Tonight Show con Conan O'Brien. Lo show è tornato ai Burbank Studios quando Jay Leno è tornato come presentatore del The Tonight Show il 1º marzo 2010. Lo show ha utilizzato lo studio 11 fino a quando Leno non si è ritirato il 6 febbraio 2014. Dopodiché, The Tonight Show è tornato al Rockefeller Center di New York City, che aveva ospitato lo show fino al 1972, quando Jimmy Fallon ha sostituito Leno come presentatore, segnando la fine dell'era durata 42 anni in cui lo spettacolo veniva registrato nella California meridionale.

## Il trasferimento della NBC a Universal City

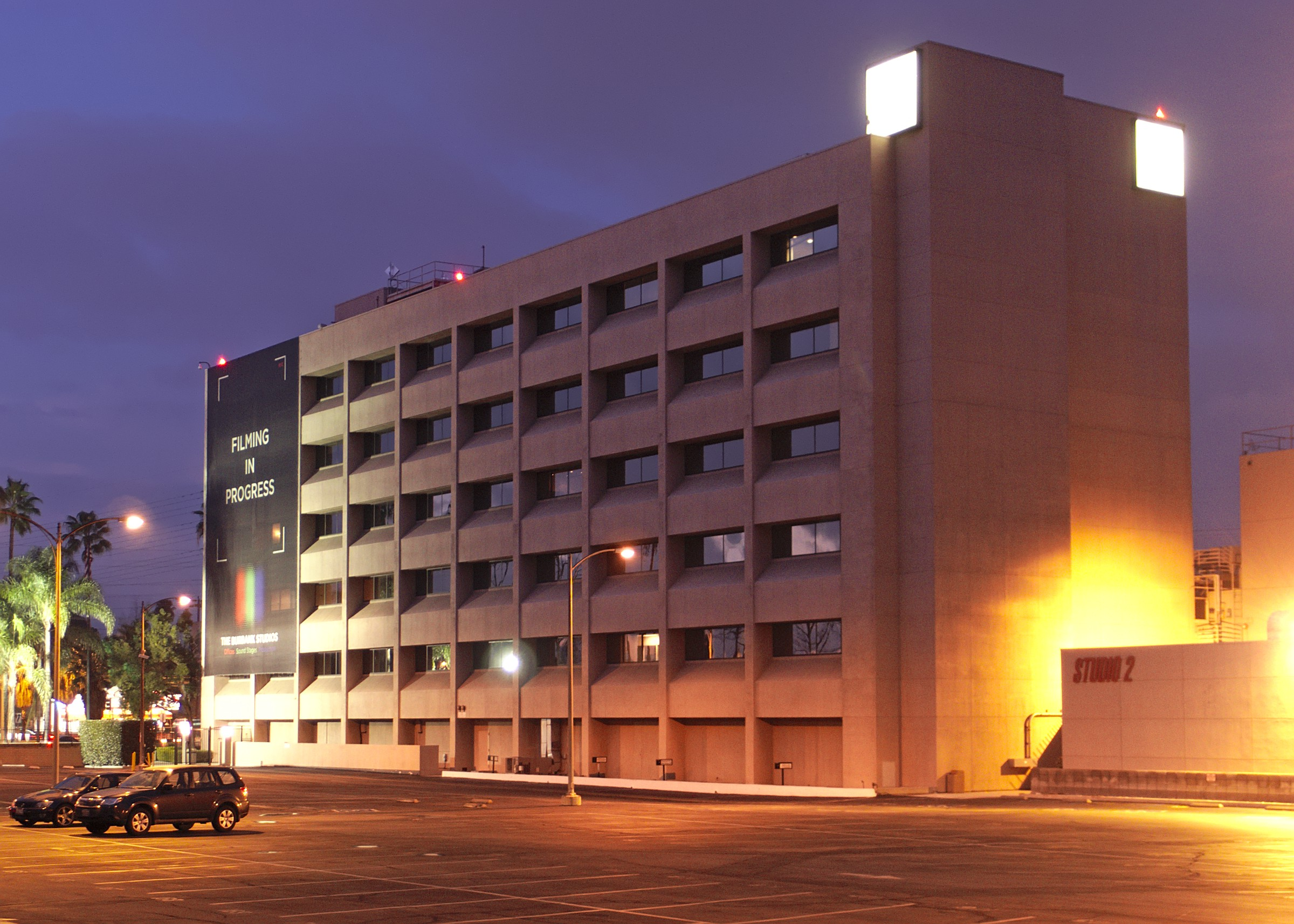
Edificio amministrativo nel 2015

Nell'ottobre 2007, la NBC ha annunciato i piani per spostare la maggior parte delle sue operazioni da Burbank a un nuovo complesso di fronte agli Universal Studios a Universal City. Mantenne gli uffici nel sito di Burbank fino a maggio 2013, anche se il complesso è stato venduto alla Catalina/Worthe Real Estate Group nel 2008 grazie ad un contratto di leasing gli uffici della NBCUniversal sono potuti rimanere nel vecchio sito fino al 2013. L'ex edificio Technicolor nel lotto della Universal funge da nuova sede per le operazioni della costa occidentale della NBC. KNBC 4 e NBC News, insieme a KVEA Telemundo 52, hanno iniziato a trasmettere dagli Universal Studios il 2 febbraio 2014. La produzione di The Ellen DeGeneres Show si è spostata invece nei vicini Warner Bros. Studios nel 2008.
La struttura di Burbank è stata una delle poche strutture ospitanti studi televisivi ad Hollywood ad offrire tour al grande pubblico fino alla cessazione avvenuta il 6 luglio 2012.
Il 13 marzo 2014, Lawrence O'Donnell ha annunciava che la sua trasmissione su MSNBC quella sera sarebbe stata l'ultima trasmissione televisiva a livello nazionale ad essere trasmessa in diretta dallo studio NBC di Burbank, dato il trasferimento dell'ufficio di NBC News Los Angeles a Universal City.
Nello stesso anno gli studios verranno rinominati da NBC Studios a The Burbank Studios.

## Dopo NBC
Il 2 ottobre 2017, lo Studio 1 è diventato la sede ufficiale della Blizzard Arena di Los Angeles e della Overwatch League, segnando la prima trasmissione di eSport ai Burbank Studios. La stagione inaugurale è iniziata il 10 gennaio 2018, durante la quale oltre 437.000 spettatori si sono sintonizzati in diretta la sera dell'inaugurazione tramite le piattaforme di streaming Twitch e MLG.tv. La partita finale è stata giocata il 15 settembre 2019 prima che il campionato passasse al formato in casa e fuori.

## Acquisizione di Warner Bros.
Nel 2019, la Warner Bros. ha annunciato l'acquisizione dell'area dei vecchi studi NBC che saranno abbattuti per far spazio ai due nuovi edifici per uffici progettati da Frank Gehry e completati nel 2023 in tempo per il 100º anniversario dello studio e rinominati Second Century Campus. Nel 2021 inoltre la Warner ha ufficializzato l'acquisto della parte rimanente dei Burbank Studios, adiacente al nuovo "campus" dove verranno realizzate altri uffici di produzione, 8 nuovi "soundstages", un mulino e un commissariato di polizia . Tutta questa operazione in realtà si tratta di un ri-acquisto, in quanto nel 1951 la NBC comprò l'appezzamento proprio da Jack Warner.